# Guarani das Missões
Guarani das Missões là một đô thị thuộc bang Rio Grande do Sul, Brasil. Đô thị này có diện tích 290,495 km², dân số năm 2007 là 8331 người, mật độ 28,68 người/km².